# Safvet-beg Bašagić
Safvet-beg Bašagić-Redžepagić (6. května 1870 Nevesinje, osmanská říše – 9. dubna 1934 Sarajevo, Království Jugoslávie), často pod pseudonymem Mirza Safvet, byl bosenskohercegovský básník, novinář, překladatel, historik, politik a kulturní organizátor bosňáckého původu.

## Biografie
Bašagić pocházel z rodu Redžepagićů, založeného Redžep-pašou (?–1703), který byl po Vídeňské válce jmenován beglerbegem (hejtmanem) a muhafizem (purkrabím) v Nikšići a poté hercegovským valím. Jeho dědeček Lutfullah-beg (?–1851) zvaný Bašaga čili hlavní velitel, odtud Bašagić, se oženil s Alijou Selmanovićovou, s níž přivedl na svět dva syny, Osman-pašu (?–1881) a Ibrahim-bega (1841–1902). Ibrahim-beg pak coby nižší osmanský úředník pojal za manželku Almasu, dceru Derviše Salih-paši a vnučku legendárního Smail-agy Čengiće, jenž vstoupil i do lidové poezie. V tomto svazku se narodili synové Teufik-beg (?–1942), Safvet-beg a Osman-beg (?–1927) a dvě dcery, Munira a Kanita. Ibrahim-beg často střídal místa působnosti, úřadoval například ve městech Nevesinje, Foča, Mostar (1876–1882), Ljubuški a Stolac, krátce také zasedal v osmanském parlamentu v Istanbulu.
Safvet-beg se v roce 1882 společně s rodinou přestěhoval z hercegovského Mostaru do Sarajeva, kde v letech 1882–1885 vystudoval ruždii, muslimskou konfesní základní školu, a poté gymnázium (se dvěma pauzami 1885–1895). Zprvu neúspěšné středoškolské studium v bosenské metropoli, snad vinou nedostatečné znalosti matematiky, se pokoušel dokončit v Záhřebu, kvůli účasti na pokládání základního kamene Starčevićova domu 26. června 1894 mu ale bylo zakázáno vzdělávání v celém Chorvatsko-slavonském království, a tak znovu zkoušel štěstí v Sarajevu, kde nakonec 26. června 1895 odmaturoval. Během středoškolských studií uveřejnil své první texty, stati z kulturní historie a básně v časopisech Bošnjak a Nada v Sarajevu a listech Vienac a Prosvjeta v Záhřebu.

Mezi lety 1895 a 1899 navštěvoval Vídeňskou univerzitu, obory orientální jazyky a historie. Rozhodně odmítl stipendium bosenskohercegovské Zemské vlády, jelikož nesouhlasil s podmínkou desetiletého působení v rodné zemí a zákazu účasti v jakýchkoli spolcích. V této době uveřejnil básnickou prvotinu Trofanda iz hercegovačke dubrave (Rané ovoce z hercegovského háje, Záhřeb 1896) a dokončil historické pojednání Najstariji ferman begova Čengića (Nejstarší ferman begů Čengićů).

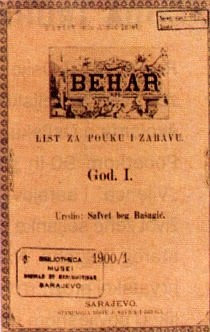
Sarajevský list Behar roku 1900

Po návratu z Vídně vydal tiskem historickou studii Kratka uputa u prošlost Bosne i Hercegovine (Krátký úvod do minulosti Bosny a Hercegoviny, Sarajevo 1900) a drama Abdullah-paša (Sarajevo 1900) a roku 1900 společně s Edhemem Mulabdićem a Osmanem Nuri Hadžićem založil kulturně zaměřený list Behar (Květ, 1900–1911). Na podnět civilního adlata rakousko-uherské okupační správy v Bosně a Hercegovině Huga Kutschery mělo dojít k překladu jeho Krátkého úvodu, ale pro nesouhlas vídeňské vlády s jeho obsahem bylo od tohoto záměru v půli práce upuštěno. Bašagić rovněž bez vysvětlení přišel o slíbené místo kustoda v sarajevském Zemském muzeu. Plodného autora to však neodradilo a následně publikoval další básnickou sbírku Misli i čuvstva (Myšlenky a pocity, Sarajevo 1905), drama Pod Ozijom ili krvava nagrada (U Očakova aneb krvavá odplata, Sarajevo 1905), prozaickou sbírku Uzgredne bilješke (Nahodilé poznámky, Sarajevo 1907) a historické pojednání Gazi Husrev-beg (Sarajevo 1907).
V letech 1900–1907 Bašagić působil jakožto učitel arabského jazyka v sarajevském Vyšším gymnáziu. Dne 6. ledna 1907 byl propuštěn ze služby s odůvodněním, že nevykonal požadovanou profesorskou zkoušku. V roce 1903 spoluzaložil a čtyři roky vedl studentské podpůrné sdružení Gajret (Úsilí), nedlouho poté sportovní klub el-Kamer (Měsíc), nominálně zaměřený na cyklistiku, a kulturně společenské Sdružení islámské mládeže (Udruženje islamske omladine (1908–1910 jako Muslimanski klub). V roce 1907, kdy se vyhrocují spory mezi muslimskou světskou inteligencí a vůdci boje o náboženskou a školskou autonomii, krátce vydával politické noviny Ogledalo (Zrcadlo). Konzervativní autonomisté nakonec ovládli i jím vedený Gajret a Udruženje islamske omladine, a tak se Bašagić stáhl do ústraní. Následujícího roku se vrátil zpět do Vídně, aby dokončil disertační práci na téma Die Bosniaken und Hercegovcen auf dem Gebiete der islamischen Literatur (Bosňáci a Hercegovci v islámské literatuře, bosensky Bošnjaci i Hercegovci u islamskoj književnosti, čsp. 1910 a knižně 1912 v Sarajevu), kterou obhájil a v květnu 1910 byl promován na doktora filozofie ex linguis islamiticis.

Roku 1908 byl jmenován sarajevským městským zastupitelem, byť sám v komunálních volbách ani nekandidoval. Zemská vláda v Sarajevu tehdy měla pravomoc vybrat jednu třetinu zastupitelstva a Bašagić nabídnutý post vděčně přijal.

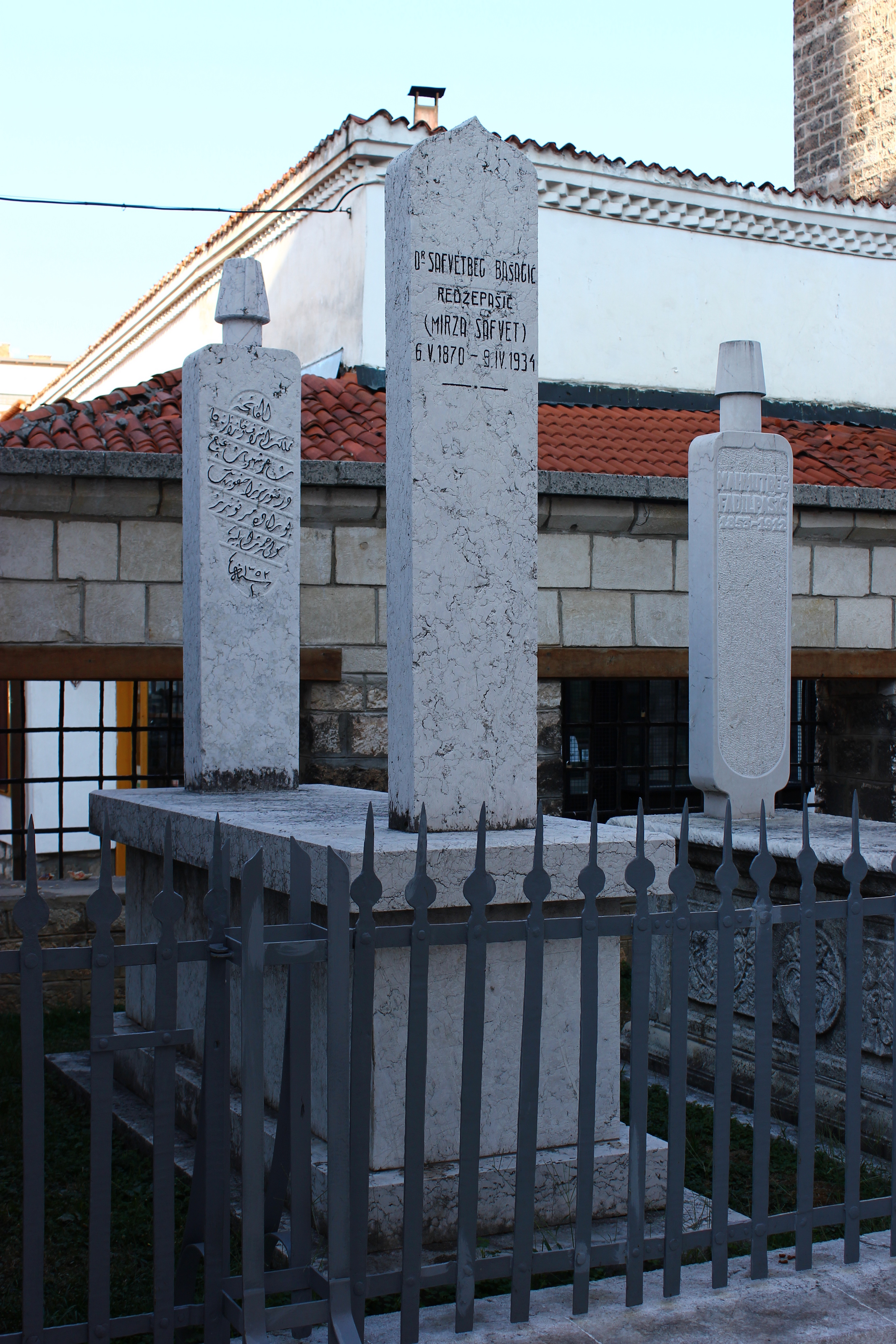
Bašagićův hrob ve dvoře Gazi Husrev-begovy mešity

V květnu 1910 se jako nezávislý kandidát účastnil prvních zemských voleb do bosenského sněmu, saboru. Mandát získal za městský obvod Banja Luka. Po smrti předáka Muslimské národní organizace Ali-bega Firduse zastával čestnou funkci předsedy saboru (v letech 1910 a 1914, jinak byl místopředsedou). Přestože Bašagić nedisponoval výraznějším společenským vlivem, politické kariéře dal přednost i před lákavou nabídkou založit a vést katedru orientalistiky na univerzitě v Záhřebu. Za první světové války se veřejně nijak neexponoval, třebaže i nadále zůstával formálním předsedou rozpuštěného saboru.
Koncem roku 1919 byl přijat za kustoda v Zemském muzeu v Sarajevu, od roku 1921 s trvalým úvazkem. Krátce po válce se pokoušel najít uplatnění v diplomacii nového jihoslovanského státu, ale bezúspěšně. Tvůrčí energii věnoval literatuře, publikoval Robáijját Omara Chajjáma (sv. 1., Sarajevo 1920, sv. 2., Sarajevo 1928), veršovanou skladbu na oslavu narození proroka Muhammada pod názvem Mevlud (Sarajevo 1924 a 1931) a historickou stať Najstarija turska vijest o Kosovskom boju (Nejstarší turecká zpráva o Kosovském boji, Glasnik Zemaljskog muzeja, Sarajevo 1924).
Počátkem 20. let se zhoršil jeho zdravotní stav, a proto se roku 1925 vypravil do Vídně, aby vyhledal lékařskou pomoc. Kvůli chatrnému zdraví 18. května 1927 dobrovolně odešel do výslužby. V době, kdy již byl trvale upoután na lůžko, publikoval spis Znameniti Hrvati, Bošnjaci i Hercegovci u Turskoj carevini (Významní Chorvaté, Bosňáci a Hercegovci v Turecké říši, Záhřeb 1931).
Za jeho předčasný skon 9. dubna 1934 mohla s největší pravděpodobností neléčená syfilis z mládí. Ostatky Safvet-bega Bašagiće byly uloženy ve dvoře Gazi Husrev-begovy mešity, na čestné pravé straně od hlavního vstupu.
Ještě za života, konkrétně roku 1924, z materiálních důvodů prodal svou sbírku 284 rukopisných svazků a 365 tištěných knih slovenské Univerzitní knihovně v Bratislavě. Jedná se o 598 rukopisných děl v 284 svazcích, z toho 393 arabských, 117 tureckých a 88 perských prací, a 365 tištěných knih s 496 pracemi (145 arabských, 338 tureckých a 8 perských). Celá sbírka byla roku 1997 prohlášena za kulturní dědictví na seznamu UNESCO.
Bašagić roku 1912 vstoupil do sňatku s Fahrijou (1892–1925), dceru Ćamil-bega Bašagiće z Nevesinje a zřejmě svou vzdálenou příbuznou, s níž přivedl na svět syny Fikreta (1916–1991) a Namika (1917–1980) a dcery Almasu (1913–2002), Biseru (asi 1920–1921) a Enisu (1922–2010, vdala se za Borivoje Knežiće), která vystudovala medicínu v Záhřebu.
V politické i literární činnosti se Bašagić přikláněl k bosňácko-chorvatské vzájemnosti starčevićevské orientace. Je označován za zakladatele a vůdčí osobností „bosňáckomuslimské renesance" – bosňáckého národního obrození.

## Dílo
- Seznam děl v Souborném katalogu ČR, jejichž autorem nebo tématem je Safvet-beg Bašagić

Historické eseje:
- Bošnjaci i Hercegovci u islamskoj književnosti (Bosňáci a Hercegovci v islámské literatuře, Sarajevo 1912, 1986, 2007 součást edice Bošnjačka književnost u 100 knjiga)
- Gazi Husrevbeg (Gazi Husrev-beg, Sarajevo 1907)
- Kratka uputa u prošlost Bosne i Hercegovine (1463–1850) (Stručný úvod do minulosti Bosny a Hercegoviny, Sarajevo 1900, 1997, Cirih 1994), turecky: Bosna-Hersek tarihi 1463–1850 (İstanbul)
- Najstarija Turska vijest o Kosovskom boju (Nejstarší turecká zpráva o Kosovském boji, Sarajevo 1924)
- Znameniti Hrvati, Bošnjaci i Hercegovci u Turskoj carevini (Významní Chorvaté, Bosňáci a Hercegovci v Turecké říši, Zagreb 1931)

Básnická tvorba:
- Trofanda iz hercegovačke dubrave (Rané ovoce z hercegovského háje, Záhřeb 1896, Sarajevo 1928, reprint Sarajevo 1997)
- Abdullah-paša (rozsáhlá dramatická báseň o čtyřech dějstvích, Sarajevo 1900)
- Izabrane pjesme (Vybrané básně, Sarajevo 1913)
- Misli i čuvstva (Myšlenky a pocity, Sarajevo 1905)
- Odabrane pjesme (Vybrané básně, ed. Alija Nametak, Sarajevo 1944)
- Izabrana djela (Vybrané spisy, 2 sv., ed. Muhsin Rizvić, Sarajevo 1971)
- Pjesme i prepjevi (Básně a přebásnění, ed. Enes Duraković, Sarajevo 1991 součást edice Muslimanska književnost XX vijeka)
- Bošnjaci: pjesme i rasprave (Bosňáci: básně a pojednání, ed. Ibrahim Kajan, Zagreb 1994), výbor z tvorby
- Pjesme (Básně, ed. Enes Duraković, Sarajevo 1997)
- Pjesme; Prepjevi; Drame (Básně, Přebásnění, Dramata, ed. Munib Maglajlić, Sarajevo 1999 součást edice Bošnjačka književnost u 100 knjiga), sebrané spisy
- Pjesme (Básně, ed. Munib Maglajlić, Sarajevo 2000), výbor z poezie
- Izabrana djela (Vybrané spisy autorů: Safvet Bašagić-Redžepašić a Musa Ćazim Ćatić, ed. Ozren Prohić, Zagreb 2005), výbor v jednom svazku

Za svého života sbíral islámské rukopisy a jeho sbírka je dnes uložena v Univerzitní knihovně v Bratislavě. V digitalizované formě je dostupná na [www.ulib.sk].